# پیوریسم
پیوریسم (انگلیسی: Purism) شرکت سخت‌افزار آمریکایی است، که در سال ۲۰۱۴ تأسیس شد.